# De Joniske Øers Forenede Stater
De Joniske Øers Forenede Stater var en stat og et protektorat under Storbritannien. Det afløste Den Septinsulære Republik i 1815 og blev en del af Kongeriget Grækenland i 1864, hvor Storbritannien overdrog det til landet som en gave ved indsættelsen af kong Georg 1.

## Historie
Forud for revolutionskrigene havde de Joniske Øer hørt under Republikken Venedig, og ved dennes opløsning i 1797 blev øerne kortvarigt franske, men i 1798-99 blev de indtaget af en russisk-osmannisk hær, der skabte Den Septinsulære Republik. Denne var under osmannisk suverænitet, men fik i øvrigt relativ stor selvstændighed. Den Septinsulære Republik eksisterede på denne måde i perioden 1800-07, hvorpå øerne blev indtaget af Frankrig igen.
I 1809 besejrede en britisk flåde en fransk flåde ud for øen Zákynthos og overtog derpå denne ø sammen med Kefallonia og Kithira. Året efter indtog briterne også Lefkas, mens franskmændene beholdt Korfu til 1814.
Wienerkongressen vedtog, at øerne skulle være et protektorat under Storbritannien. Trods briternes militære administration var kejserriget Østrig samtidig sikret handelsmæsige forhold til øerne på lige fod med briterne.
Arrangementet blev ratificeret i den såkaldte Maitland-konstitution 26. august 1817, som oprettede en føderation bestående af de syv joniske øer, og med sir Thomas Maitland som første "Højkommissær for de Joniske Øer".
29. marts 1864 underskrev repræsentanter for Storbritannien, Kongeriget Grækenland, Frankrig og Rusland Londontraktaten, hvori man ratificerede en overdragelse af suverænitet over de Joniske Øer til det relativt nyetablerede græske kongerige. Handlingen skulle være med til at styrke den nyindsatte kong Georg 1. Overdragelsen blev officiel 28. maj samme år, hvor Højkommissæren proklamerede øernes forening med Grækenland. Øerne havde på dette tidspunkt omkring 239.000 indbyggere.

## Staterne
De Joniske Øers Forenede Stater var en føderation, de omfattede følgende syv stater:
| Stat       | Hovedstad | Valgte medlemmer |
| ---------- | --------- | ---------------- |
| Ithaka     | Vathi     | 1 eller 2        |
| Kefallonia | Argostoli | 7                |
| Kithira    | Kithira   | 1 eller 2        |
| Korfu      | Korfu     | 7                |
| Lefkas     | Lefkas    | 4                |
| Paxi       | Gaios     | 1 eller 2        |
| Zákynthos  | Zákynthos | 7                |

## Regering
De Joniske Øers Forenede Staters regering var organiseret under ledelse af en højkommissær, som var udpeget af den britiske regent efter anbefaling af den britiske regering. I alt ti mand sad på denne post, mens staten eksisterede.
Øerne havde en lovgivende magt bestående af henholdsvis en lovgivende forsamling og et senat.

## Fodnoter
1. ↑  Hertslet, Edward. "The map of Europe by treaty". s. 1609. Arkiveret fra originalen 12. maj 2013. Hentet 2013-09-09.
2. ↑  "Treaty of London". 1864-03-29. Arkiveret fra originalen 8. marts 2005. Hentet 9. september 2013.
3. 1 2 3  Kithira, Ithaka og Paxi valgte hver ét medlem, men desuden valgte de tre øer på skift et ekstra medlem. Grundloven for de Joniske Øer, artikel VI

39°36′N 19°54′Ø / 39.6°N 19.9°Ø